# Bethingen
Bethingen est un Ortsteil de la commune allemande de Mettlach en Sarre.

## Géographie

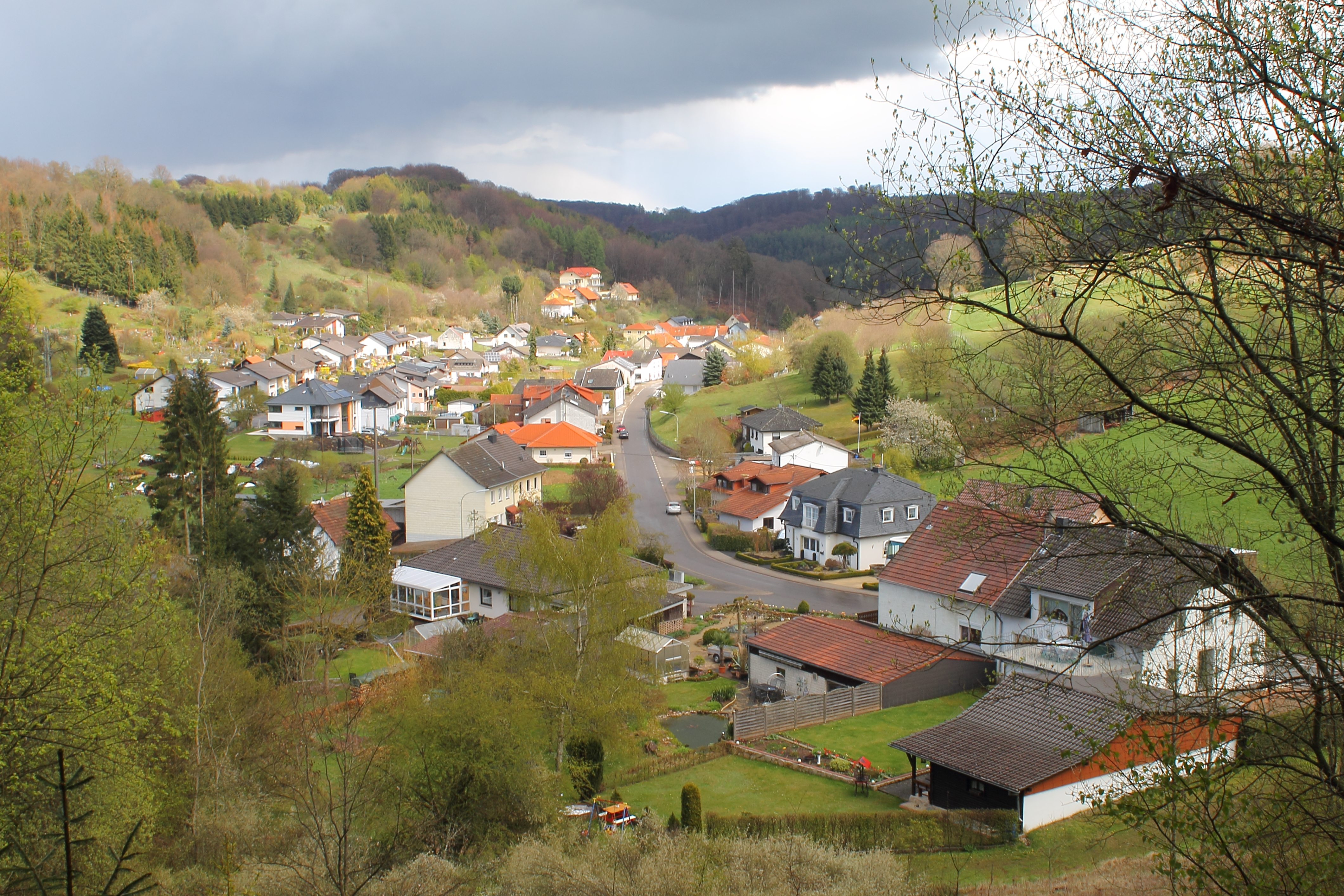